# Primera División femenina de waterpolo 2020-21
La temporada 2020-21 de la Primera División femenina de waterpolo es disputada por nueve equipos de España. La competición está organizada por la Real Federación Española de Natación.

## Equipos
| Equipo                           | Ciudad                  |
| Grupo A                          | Grupo A                 |
| -------------------------------- | ----------------------- |
| Waterpolo Marbella               | Marbella                |
| Unió Esportiva Horta             | Barcelona               |
| WP 98 02                         | Pamplona                |
| Escuela Waterpolo Zaragoza B     | Zaragoza                |
| Club Natación Ciudad de Alcorcón | Alcorcón                |
| Grupo B                          |                         |
| AE Santa Eulalia                 | Hospitalet de Llobregat |
| Geodesic Real Canoel N.C.        | Madrid                  |
| Club Natación Cuatro Caminos     | Madrid                  |
| Club Waterpolo Dos Hermanas      | Dos Hermanas            |

## Clasificación

### Grupo A
| 1 | WP 98 02                         | 26 | 10 | 8 | 2 | 0  | 145 | 94  | 51  | 145 | 94  | 51  |
| 2 | Club Natación Ciudad de Alcorcón | 23 | 10 | 7 | 2 | 1  | 130 | 90  | 40  | 130 | 90  | 40  |
| 3 | Unió Esportiva Horta             | 16 | 10 | 5 | 1 | 4  | 133 | 93  | 40  | 133 | 93  | 40  |
| 4 | Waterpolo Marbella               | 16 | 10 | 5 | 1 | 4  | 94  | 100 | -6  | 94  | 100 | -6  |
| 5 | Colegio Brains                   | 6  | 10 | 2 | 0 | 8  | 85  | 116 | -31 | 85  | 116 | -31 |
| 6 | Escuela Waterpolo Zaragoza B     | 0  | 10 | 0 | 0 | 10 | 80  | 174 | -94 | 80  | 174 | -94 |
| Fuente: Federación Española de Natación: Clasificación de la Primera División femenina de waterpolo – Grupo A; actualización automática |                                  |    |    |   |   |    |     |     |     |     |     |     |

### Grupo B
| 1 | C. N. Atlètic Barceloneta    | 25 | 10 | 8 | 1 | 1 | 116 | 88  | 28  | 116 | 88  | 28  |
| 2 | AE Santa Eulalia             | 22 | 10 | 7 | 1 | 2 | 117 | 95  | 22  | 117 | 95  | 22  |
| 3 | Geodesic Real Canoel N.C.    | 20 | 10 | 6 | 2 | 2 | 94  | 89  | 5   | 94  | 89  | 5   |
| 4 | Club Natación Cuatro Caminos | 10 | 10 | 3 | 1 | 6 | 98  | 107 | -9  | 98  | 107 | -9  |
| 5 | Club Waterpolo Dos Hermanas  | 7  | 10 | 2 | 1 | 7 | 92  | 112 | -20 | 92  | 112 | -20 |
| 6 | Club Waterpolo Elche         | 2  | 10 | 0 | 2 | 8 | 98  | 124 | -26 | 98  | 124 | -26 |
| Fuente: Federación Española de Natación: Clasificación de la Primera División femenina de waterpolo – Grupo B; actualización automática |                              |    |    |   |   |   |     |     |     |     |     |     |